# Tipula aestiva
Tipula aestiva är en tvåvingeart som beskrevs av Evgenyi Nikolayevich Savchenko 1960. Tipula aestiva ingår i släktet Tipula och familjen storharkrankar. Inga underarter finns listade i Catalogue of Life.